# Борисов, Константин Сергеевич
Константи́н Серге́евич Бори́сов (род. 14 августа 1984, Смоленск) — российский космонавт-испытатель отряда ФГБУ «НИИ ЦПК имени Ю. А. Гагарина». 131-й космонавт СССР/России (133-й гражданин СССР/России в космосе). 26 августа 2023 года стартовал в качестве участника полёта в составе экипажа миссии SpaceX Crew-7 на американском частном многоразовом космическом корабле Crew Dragon компании SpaceX c помощью тяжелой ракеты-носителя Falcon 9 к Международной космической станции. Участник космических экспедиций МКС-69/МКС-70. Стал третьим российским космонавтом, совершившим полёт на корабле Crew Dragon в рамках программы перекрестных полетов Роскосмоса и НАСА. Герой Российской Федерации, лётчик-космонавт Российской Федерации (2024).
До поступления в отряд космонавтов работал руководителем по внедрению инноваций в ООО «Ферронордик Машины».

## Биография
Родился 14 августа 1984 года в Смоленске в семье заслуженного лётчика-испытателя РФ ОКБ имени А. Н. Туполева, Героя России Сергея Георгиевича Борисова (1958—2021) и его жены Галины Леонидовны, учителя начальных классов. В школе увлекался спортом. В 1994—2001 годах обучался большому теннису в «ДЮСШ Олимпийского резерва» г. Жуковского Московской области, был неоднократным призёром городских и областных состязаний в юношеской категории. В 2001 году, после окончания средней школы № 3 c углубленным изучением английского языка в городе Жуковском, Константин поступил в Российскую экономическую академию им. Г. В. Плеханова, которую окончил с отличием в 2005 году и присвоением квалификации бакалавр по направлению «экономика». Во время обучения в академии, в 2003 году участвовал в международной программе «Эразмус», четыре месяца обучался в Гётеборгском университете. В 2005—2006 годах работал ассистентом бизнес-контролёра в ЗАО «Вольво Восток», г. Химки.
В 2007 году окончил магистратуру Уорикского университета с присвоением квалификации магистра наук по направлению «Исследования операций и системный анализ». Во время обучения в Великобритании, в 2006 году, прошёл 30-часовую программу по оказанию доврачебной помощи и проведению сердечно-лёгочной реанимации. С декабря 2007 по июль 2011 года работал аналитиком в московском представительстве компании «А. Т. Карни Гмбх», затем до марта 2013 года был консультантом в московском представительстве компании «Бостон Консалтинг Групп Лимитед». С января 2014 года работал руководителем по внедрению инноваций в ООО «Ферронордик Машины», г. Химки.
В 2017 году сдал сертификационный экзамен на уровень инструктора в Москве и получил квалификацию «Инструктор по обучению оказанию первой помощи Emergency First Response». Является Почётным донором России. В 2018 году с отличием окончил Московский авиационный институт по магистерской программе «Системы жизнеобеспечения летательных аппаратов» с присвоением квалификации «магистр» по направлению «Авиастроение».

### Космическая подготовка
14 марта 2017 года подал заявление на участие в наборе в отряд космонавтов ФГБУ «НИИ ЦПК имени Ю. А. Гагарина». В июне 2018 года получил допуск Главной медицинской комиссии. 10 августа 2018 года по результатам заседания межведомственной комиссии был назван кандидатом в космонавты.
1 октября 2018 года был зачислен в отряд космонавтов и приступил к общекосмической подготовке. 22 января 2019 года в составе условного экипажа вместе с Олегом Платоновым и Сергеем Микаевым приступил к тренировкам по действиям после посадки в лесисто-болотистой местности зимой («зимнее выживание»). В августе 2019 года, в составе группы кандидатов в космонавты, прошёл водолазную подготовку в Ногинском спасательном центре МЧС России. 30 августа 2019 года успешно сдал экзамен, и ему была присвоена квалификация «водолаз». В октябре 2019 года в составе условного экипажа вместе с Александром Горбуновым и Кириллом Песковым прошёл полный цикл «водного выживания» на базе Универсального морского терминала «Имеретинский» на Чёрном море в Адлерском районе города Сочи.
24 ноября 2020 года сдал государственный экзамен по итогам окончания курса общекосмической подготовки. 2 декабря 2020 года решением Межведомственной квалификационной комиссии (МВКК) по итогам заседания в ЦПК имени Ю. А. Гагарина ему была присвоена квалификация космонавта-испытателя.
В июне 2021 года прошёл тренировку в сурдокамере — 64 часа без сна в комнате без окон площадью 6 м².
29 июня 2022 года в составе условного экипажа (позывной «Дельфин») вместе с Сергеем Иртугановым и Сергеем Тетерятниковым принял участие в тренировках по действиям после посадки космического корабля на водную поверхность, которые прошли на базе 179-го спасательного центра МЧС России в Ногинске. Во время тренировок экипаж успешно отработал все виды тренировок, входящих в программу «водного выживания»: «сухую», «длинную» и «короткую».
В июле 2022 года назначен дублёром российского космонавта Андрея Федяева в миссии SpaceX Crew-6, второго пилотируемого полёта российского космонавта на корабле Crew Dragon. Проходит подготовку в качестве бортинженера основного экипажа космических экспедиций МКС-69/МКС-70 и в качестве специалиста полёта основного экипажа миссии SpaceX Crew-7 (старт запланирован 17 августа 2023 года). В июне 2023 года НАСА официально объявило о включении в состав экипажа миссии Crew-7 космонавта Константина Борисова. 11 июля 2023 года решением главной медицинской комиссии ЦПК имени Ю. А. Гагарина признан годным к космическому полету по состоянию здоровья. 13 июля 2023 года в ЦПК имени Гагарина сдал экзамен по российскому сегменту МКС.

### Полёт в космос
26 августа 2023 года в 10:27 мск Борисов стартовал в качестве специалиста полёта в составе экипажа миссии SpaceX Crew-7 и бортинженера космической экспедиции МКС-69 на американском частном многоразовом космическом корабле Crew Dragon «Endurance») компании SpaceX с помощью тяжёлой ракеты-носителя Falcon 9 со стартового комплекса 39А Космического центра имени Кеннеди во Флориде к Международной космической станции. Полёт Анны Кикиной проходил в рамках программы МКС «Роскосмос» и НАСА по соглашению о перекрёстных полётах трёх российских космонавтов на американских пилотируемых кораблях Crew Dragon и трёх американских астронавтов на российских пилотируемых кораблях «Союз МС» в 2022—2024 годах.
Стыковка корабля произошла 27 августа в 16:16 мск в автоматическом режиме к модулю «Гармония» американского сегмента МКС.
12 марта 2024 года в 12:47 мск экипаж, включая Константина Борисова, вернулся на Землю, приводнившись у побережья Флориды.
Статистика
| # | Стартовый корабль                | Старт (UTC)       | Экспедиция                     | Корабль посадки                  | Посадка (UTC)     | Налёт                      | Выходы в открытый космос | Время в открытом космосе |
| - | -------------------------------- | ----------------- | ------------------------------ | -------------------------------- | ----------------- | -------------------------- | ------------------------ | ------------------------ |
| 1 | Dragon 2 Endurance SpaceX Crew-7 | 26.08.2023, 07:27 | SpaceX Crew-7, МКС-69 / МКС-70 | Dragon 2 Endurance SpaceX Crew-7 | 12.03.2024, 09:47 | 199 суток 02 часа 20 минут | 0                        | 0                        |

## Награды и звания
- Герой Российской Федерации (6 сентября 2024 года) — за мужество и героизм, проявленные при осуществлении длительного космического полёта на Международной космической станции[16];
- Почетное звание «Лётчик-космонавт Российской Федерации»[16]
- Почётный донор России.

## Семья
Константин Борисов женат на Анне Геннадьевне Борисовой (урожденная Шарапова, род. 6 августа 1984).

### Увлечения
Занимается подводным плаванием, в 2005—2009 годах прошёл обучения в рамках образовательной программы «АИДА Интернешнл», с 2009 года является инструктором по фридайвингу АИДА Интернешнл. В 2006 году прошёл обучение по программе подготовки аквалангистов «PADI». Совершил более 40 погружений с аквалангом на открытой воде (к 2018 году). Имеет квалификацию сертифицированного дайвера «PADI Advanced Open Water Diver» и «Инструктор по фридайвингу АИДА Интернешнл». Международный судья AIDA International, член судейской коллегии чемпионата мира.
В 2004—2009 годах обучался навыкам пилотирования летательных аппаратов в аэроклубах «Беркут» (аэродром Остафьево) и «Джонатан Ливингстон» (аэродром Мячково), общий налёт к 2018 году: на самолётах — 37 часов и на вертолётах — 10 часов. В 2011 году прошёл курс обучения пилотированию параплана и получил квалификацию «ParaPro 3».